# Tagensbo Kirke
Tagensbo Kirke ligger på Landsdommervej i Københavns nordvestkvarter.

## Historie
Kirkens arkitekt var Hans Chr. Hansen. Kirken er en af de 16, som Københavns Stiftsråd har anbefalet lukket.

## Kirkebygningen
Tekst mangler, hjælp os med at skrive teksten

## Eksterne kilder og henvisninger
- Tagensbo Kirke hos KortTilKirken.dk